# جيورجي جيدو
جيورجي جيدو (بالمجرية: Gedó György)‏ (مواليد 23 أبريل 1949) هو ملاكم مجري، مثّل بلاده في الألعاب الأولمبية الصيفية في دورات 1968 و1972 و1976 و1980.

## روابط خارجية
جيورجي جيدو على موقع أوليمبيديا (الإنجليزية)